# Carl Atterhult
Carl Nicolaus Atterhult, född 6 december 1905 i Ramsele församling, Ångermanland, död 3 mars 1982 i Tyresö församling, Stockholms län, var en svensk målare.
Han var son till skogsfaktorn Gustaf Edvall Andersson och Sara Eugenia Andersson. Atterhult utbildade sig till konstnär genom självstudier och under resor till Danmark, Belgien, Nederländerna, Tyskland och Italien. Han medverkade i utställningen Norrlandskonstnärer på Luleå museum 1941 och har därefter medverkat i ett stort antal samlingsutställningar. Hans konst består av landskapsmålningar från Lappland i olja, akvarell eller tempera.